# From Brush and Stone
From Brush and Stone is een studioalbum van Gordon Giltrap en Rick Wakeman. Giltrap was al jaren bekend (voornamelijk in het Verenigd Koninkrijk) vanwege zijn ingetogen gitaarspel, dat vaak het midden houdt tussen easy listening, folk en folkrock. Rick Wakeman was toetsenist, soms bij Yes, soms solo en soms als begeleider van zijn vriend vanuit Strawbs Dave Cousins. Wakeman speelde daarbij voornamelijk symfonische rock, maar had ook af en toe uitstapjes naar new age. Giltrap en Wakeman kenden elkaar al jaren, maar hadden samen nog nooit iets op compact disc gezet.
In 2009 kwamen de heren met een gezamenlijk album dat volgespeeld is met melodieus en af en toe virtuoos gitaar- en toetsenspel. Wakeman, die af en toe weleens uit de band wil springen met opdringerige technische hoogstandjes, hield zich bij dit album in. De muziekinspiratie kwam uit de andere kunstwereld: schilderen (brush/Giltrap) en beeldhouwen (stone/Wakeman).
Onduidelijk is of Wakeman en Giltrap elkaar ontmoet hebben tijdens de opnamen. De opname van de gitaarmuziek werden verricht in de Malvern Studio, de opname van de toetsen in de Pavillion Studio.

## Musici
- Rick Wakeman – toetsinstrumenten
- Gordon Giltrap - gitaar

## Muziek

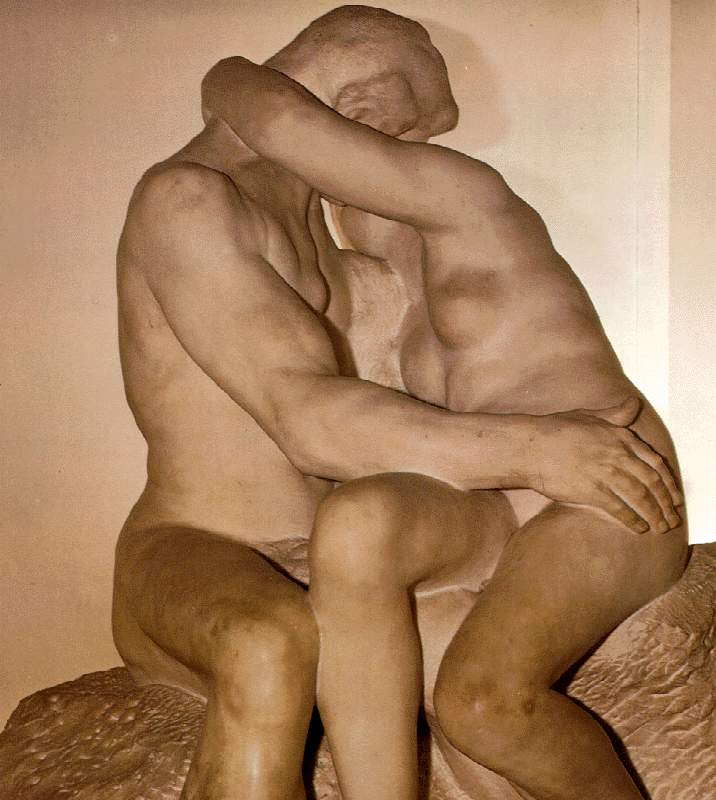
De kus

De dood van Chatterton

Tracks 1-6 van Wakeman, track 7-14 van Giltrap

| Nr. | Titel                   | kunstenaar           | Duur |
| --- | ----------------------- | -------------------- | ---- |
| 1.  | The Savannah Bird       | Sylvia Shaw Judson   | 3:22 |
| 2.  | Caesar Augusto          | onbekend             | 8:06 |
| 3.  | The Kiss                | Auguste Rodin        | 4:19 |
| 4.  | Hermes                  | Phidias              | 3:19 |
| 5.  | The Thinker             | Auguste Rodin        | 4:45 |
| 6.  | David                   | Michelangelo         | 3:23 |
| 7.  | The Discus Thrower      | onbekend             | 3:07 |
| 8.  | The Last of England     | Ford Maddox Brown    | 5:09 |
| 9.  | Spring                  | John Everett Millais | 2:49 |
| 10. | The Death of Chatterton | Henry Wallis         | 5:28 |
| 11. | The Light of the World  | William Holman Hunt  | 3:10 |
| 12. | Work                    | Ford Maddox Brown    | 3:50 |
| 13. | By Angle Tarn           | muzikaal schilderij  | 3:54 |
| 14. | Maddie Goes West        | aanvulling           | 4:08 |

De twee bekende namen waren onvoldoende voor hoge verkoopcijfers; het album haal de Britse albumlijst niet.